# アデル・ド・ヴェルマンドワ
アデル・ド・ヴェルマンドワ（Adèle de Vermandois, 910/5年 - 960年）は、フランドル伯アルヌール1世の妃。

## 生涯
アデルは910年から915年の間に、ヴェルマンドワ伯エルベール2世と、西フランク王ロベール1世の娘アデルの間に生まれた。960年にブルッヘで死去した。
934年にアデルはフランドル伯アルヌール1世と結婚し、2人の間に以下の子女が生まれた。
- イルデガルド（934年ごろ - 990年）[注釈 1] - ホラント伯ディルク2世と結婚[4]
- リュートガルド（935年 - 962年） - ハマラント伯ヴィヒマン4世と結婚[3]
- エグベール（937年 - 953年）[3]
- ボードゥアン3世（940年ごろ - 962年） - フランドル伯（父と共治）、父に先立って死去。ヘルマン・ビルングの娘マティルデと結婚[3]。
- エルフトリュード - ギネ伯シークフリードと結婚[3]